# Marun-Talsperre
Die Marun-Talsperre liegt etwa 19 km nördlich von Behbahān am gleichnamigen Fluss in der iranischen Provinz Chuzestan. Der Staudamm ist 165 m hoch und damit der zweithöchste Felsschüttdamm im Iran. Das Volumen des Stausees beträgt 1200 Millionen m³, das Volumen des Staudamms wird mit 8,59 Mio. m³ angegeben. 
Die Hochwasserentlastung am rechten Widerlager des Staudamms hat eine Kapazität von 10.800 m³/s. Die Leistung des Wasserkraftwerks wird unterschiedlich mit 75 oder 150 Megawatt angegeben. 